# Habrodesmus brolemanni
Habrodesmus brolemanni är en mångfotingart som beskrevs av Carl Graf Attems 1931. Habrodesmus brolemanni ingår i släktet Habrodesmus och familjen orangeridubbelfotingar. Inga underarter finns listade i Catalogue of Life.